# Mahmoud Ben Salah
Pour les articles homonymes, voir Ben Salah.
Mahmoud Ben Salah, né le 6 mai 1988 à Sfax, est un footballeur tunisien. Il évolue au poste de défenseur central.
Le 22 août 2011, il honore une sélection nationale.

## Clubs
- juillet 2009-juillet 2018 : Club sportif sfaxien (Tunisie)
- depuis juillet 2018 : Damac FC (Arabie saoudite)

## Palmarès
- Coupe de Tunisie (1) :
  - Vainqueur : 2009
  - Finaliste : 2010, 2013, 2014
- Champion de Tunisie (1) : 
  - Vainqueur : 2013
- Coupe nord-africaine des vainqueurs de coupe (1) : 
  - Vainqueur : 2009
- Coupe de la confédération (1) :
  - Vainqueur : 2013
  - Finaliste : 2010